# 埃塔瓦斯普林斯 (加利福尼亞州)
埃塔瓦斯普林斯（英語：Ettawa Springs）是位於美國加利福尼亞州萊克縣的一個非建制地區。該地的面積和人口皆未知。

## 地理
埃塔瓦斯普林斯的座標為38°51′04″N 122°41′46″W / 38.85111°N 122.69611°W，而該地的平均海拔高度為601米（即1972英尺）。